# Josep Lluís Mateo

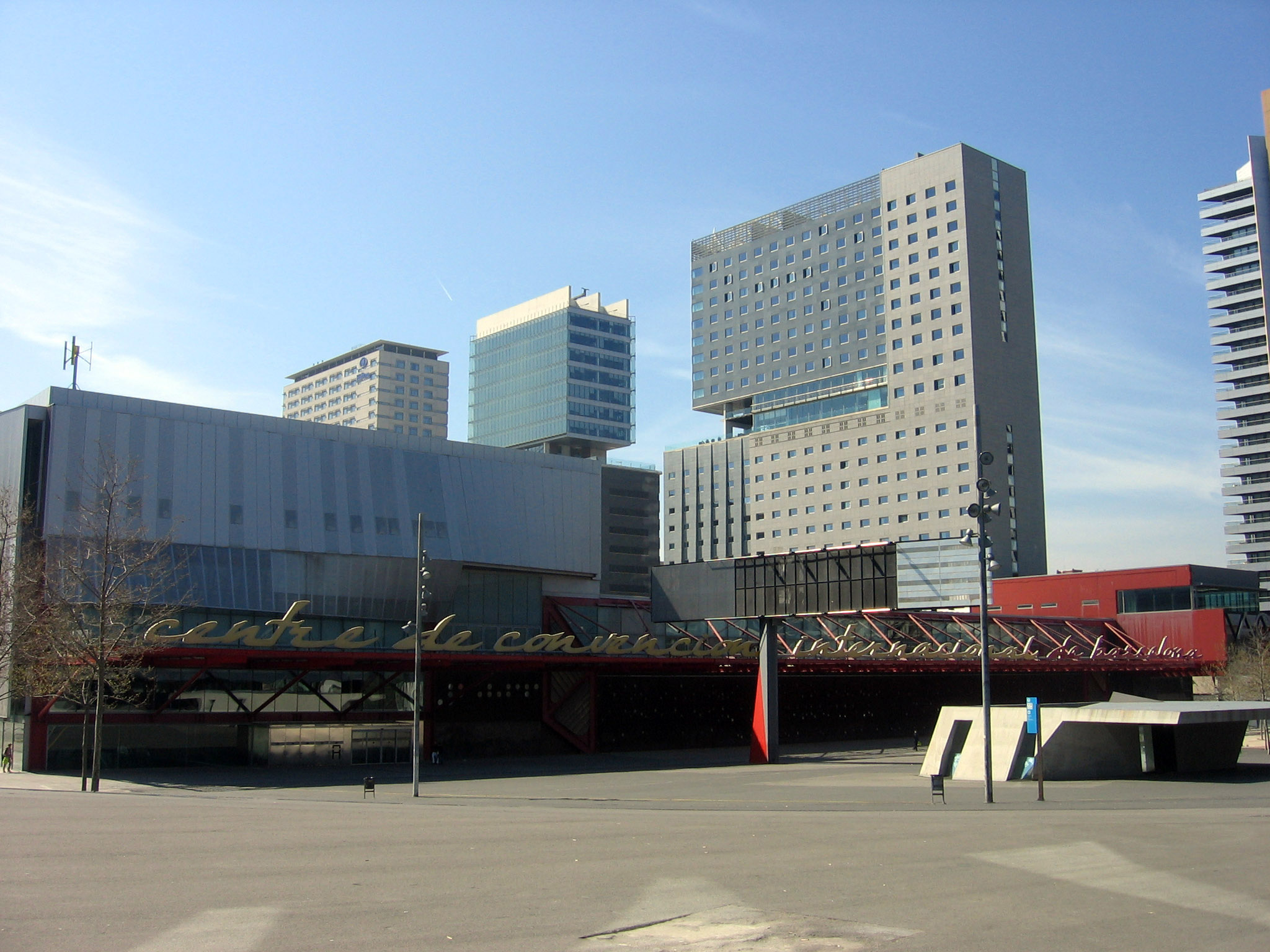
Centro de Convenciones Internacional de Barcelona (2000-2004)

Josep Lluís Mateo i Martínez (Barcelona, 1949) es un arquitecto español.

## Trayectoria
Estudió en la Escuela de Arquitectura de Barcelona, donde fue profesor titular de Proyectos entre 1996-2002. Fue editor de la revista Quaderns d'Arquitectura i Urbanisme de 1981 a 1990, editada por el Colegio de Arquitectos de Cataluña. 
Su obra se enmarca en un cierto racionalismo ecléctico, heredero de la arquitectura racionalista, un estilo que defiende la relación entre construcción y arquitectura, con especial énfasis en la composición, destacando el compromiso entre tradición y modernidad, así como el carácter urbano de la arquitectura.
Mateo hace un tratamiento conceptual de la arquitectura, cuestionando la idea de belleza tradicional y asumiendo la fealdad de la arquitectura de periferia, como se trasluce en la reconversión de la fábrica Can Felipa en Centro Cívico del Pueblo Nuevo (1984-1991) y en el complejo multifuncional de la calle de Joan Güell (1989-1993), ambos en Barcelona.
Para el Fórum Universal de las Culturas de 2004 proyectó el Centro de Convenciones Internacionales de Barcelona (2000-2004), con una estructura metálica de trazado irregular y formas ondulantes que oculta los elementos sustentantes, generando en el interior unos grandes espacios diáfanos de disposición flexible.
Otras obras suyas son: la pavimentación y mejora del casco antiguo de Ullastret en Gerona (1982-1985), el polideportivo Pla d'en Boet en Mataró (1982-1985), el instituto de formación profesional La Bastida, en Santa Coloma de Gramanet (1985-89, con Eduard Bru), la sede de los nuevos juzgados de Badalona (1986-1990), las piscinas y el edificio central de servicios deportivos de la Universidad Autónoma de Barcelona en Bellaterra (1986-1993), las naves industriales del polígono de la estación de Puigcerdá (1988-91), diversos edificios de viviendas en La Haya (1990-93) y Torelló (1992-95), la residencia de ancianos de Campdevánol (1992-95), el edificio Las Palmeras en Tarrasa (1998), las viviendas Borneo en Ámsterdam (2000), el Hotel AC en Barcelona (2004), la sede del Landeszentralbank en Chemnitz (2004), el Colegio Mayor Sant Jordi en Barcelona (2006), el edificio de oficinas del World Trade Center Almeda Park en Cornellá de Llobregat (2008) y la sede de la Filmoteca de Cataluña en Barcelona (2012).
Obras más recientes han sido: el Auditorio y Centro Cultural de Arte Contemporáneo en Castelo Branco, Portugal (2011-2013); la remodelación del Mercado del Ninot en Barcelona (2012-2015); ESMA en Montpellier, Francia (2016-2021); y, recientemente, el Centro Internacional de Fotografía Toni Catany en Lluchmayor, Baleares (2018-2021).